# Július Schubert
Július Schubert, noto anche con il nome italianizzato Giulio Subert (Budapest, 12 dicembre 1922 – Superga, 4 maggio 1949), è stato un calciatore ungherese naturalizzato cecoslovacco, di ruolo mezzala.

## Carriera
Acquistato ad inizio 1949 dal presidente del Grande Torino, Ferruccio Novo dal Bratislava, chiuso dal grande Valentino Mazzola trovò raramente posto in granata (5 presenze e la rete del successo esterno contro la Pro Patria nel campionato 1948-1949). Giocò anche l'ultima partita di campionato del Torino, a San Siro, terminata 0-0 quale mezzala sinistra, in sostituzione di un acciaccato Valentino Mazzola che voleva riposarsi in vista dell'amichevole di Lisbona.
Di origini tedesche ma ungherese di nascita (giocò nel 1944-45 con István Nyers nel Ganz di Budapest) e boemo di acquisizione (aveva indossato la maglia della Nazionale cecoslovacca).
Dopo la Tragedia di Superga, Schubert fu l'unico dei giocatori periti al quale, inspiegabilmente, non presenziarono parenti ed amici durante i funerali a Torino, così come nessun parente si è mai attivato per un eventuale rimpatrio della sua salma; di conseguenza, è stato sepolto al Cimitero monumentale di Torino, insieme a 5 dei suoi compagni caduti.

## Palmarès
- Campionato italiano: 1

Torino: 1948-1949